# Færineseggjar
Færineseggjar är en ås i republiken Island. Den ligger i regionen Austurland, 230 km öster om huvudstaden Reykjavík.